# Atsuhiko Ejiri
Atsuhiko Ejiri (Shizuoka, 12 juli 1967) is een voormalig Japans voetballer.

## Carrière
Atsuhiko Ejiri speelde tussen 1990 en 1998 voor JEF United Ichihara.